# 山形市総合スポーツセンター
山形市総合スポーツセンター（やまがたしそうごうスポーツセンター）は、山形県山形市にあるスポーツ施設である。
市内在住者からはスポセン、また山形市落合町にあることから落合などの略称でも呼ばれる。
第31回BCS賞受賞。

## 概要
山形市スポーツ振興審議会の答申を受け、1992年開催のべにばな国体における競技会場と霞城公園内の体育施設の移転の必要性から、山形市が総事業費約170億8900万円を投じ、第一、第二体育館・武道場・合宿所、付属施設等からなる総合スポーツセンターを市北部の山形自動車道山形北ICからほど近い落合町に整備。1989年4月1日に開館した。県内・市内の各種大会が実施されるほか、練習会場として、また大規模文化イベント等にも活用される。
スポーツセンターの設計に関しては、地元と中央の設計事務所JVによる指名コンペが実施され、地域の風土に合ったひとつの象徴的造形空間としての施設づくりが要求された。要求に沿って選出された本間利雄設計事務所・日建設計JVは、スポーツセンターの空間づくりの範を山形に数多く現存する蔵座敷や土蔵に求めた。また後世へ伝える媒体となることを意図し、施設のボリュームに応じた蔵風の大屋根の連なり、あるいは重なりが背景の山並みに呼応するように配置した。外観は多層民家造りをモチーフとし、山形美術館や東北芸術工科大学と共通する。これらの建物も本施設と同様に本間利雄設計事務所が設計を手掛けた。
スポーツセンターは大規模災害時における避難所としても想定されており、東日本大震災の際には地震直後から2011年6月末まで避難所として開放され、福島県からを主体とする最大で約1100名の避難者を受け入れた。

## 施設

### 屋内施設
- 第1体育館:アリーナ面積2,200m2（55m×40m）
- 第2体育館:アリーナ面積986m2（29m×34m）
- 弓道場:15m×9.5m
- 体力測定室:15m×14.5m
- トレーニングジム:20m×9m
- 軽運動場:19m×10m
- チビッコルーム
- 会議室
- 合宿所
- 屋内プール:25m×15m 7コース

### 屋外施設
- スケート場:1周400m
- 歩廊
- テニスコート:砂入り人工芝16面
- 屋外プール:競泳プール50m×25m9コース（日本水泳連盟公認）、流水プール1周約130m巾6m、幼児プール円形（直径10m）
- 多用途広場:3,000m2
- 野球場（後述）

## 野球場

### 概容
霞城公園内に所在した市営球場が、老朽化や公園の再整備促進のため、総合スポーツセンター南側に事業費約58億5千万円を費やし新築された。この新野球場の命名権を山形市に本店を置くきらやか銀行が取得し、愛称がきらやかスタジアムと決まった新球場が2017年9月15日に開場した。同スタジアムでは2018年7月10日に東北楽天ゴールデンイーグルス対オリックス・バファローズ戦が開催され、東北楽天が山形県で開催する試合において初勝利を果たした。

### 施設概容
- 両翼100m、中堅122m、収容人員12,272人、内野クレー舗装、外野人工芝、スコアボード8色LED、照明塔6基。
- プロ野球１軍公式線開催試合 ・
- 2018年 楽天3-2オリックス  観客10,056人
- 2019年 楽天0-2オリックス 観客9,857人 ・
- 2023年 楽天1-10ソフトバンク 観客9,912人 ・
- 2024年 楽天0-4西武 観客10,013人 ・
- 2025年 楽天1-3中日 観客9,806人

※これまで楽天の主催試合のみ開催。（左側ホーム）

## アクセス
- バス

センタービル前（山形駅前）から「県立病院行き」乗車 - 「総合スポーツセンター前」下車（約15分）
- 鉄道

奥羽本線（山形線）・仙山線「羽前千歳駅」より徒歩10分。

### 注
1. ↑  楽天球団は2017年まで山形県野球場で一軍公式戦を開催していた。